# Mynonebra diversa
Mynonebra diversa là một loài bọ cánh cứng trong họ Cerambycidae.